# Vincenzo Manzella
Vincenzo Manzella (ur. 16 listopada 1942 w Casteldaccia) – włoski duchowny rzymskokatolicki, w latach 2009-2018 biskup Cefalù.

## Życiorys
Święcenia kapłańskie przyjął 1 lipca 1967 i został inkardynowany do archidiecezji Palermo. Po święceniach został sekretarzem arcybiskupim. W latach 1978–1986 pracował duszpastersko w Termini Imerese, a w kolejnych latach pełnił funkcję rektora seminarium w Palermo.
30 kwietnia 1991 został mianowany biskupem Caltagirone. Sakrę biskupią otrzymał 29 czerwca 1991. 17 września 2009 objął rządy w diecezji Cefalù. 16 lutego 2018 przeszedł na emeryturę.